# AD Carregado
Associação Desportiva do Carregado is een Portugese voetbalclub uit Carregado, gemeente Alenquer.
De club werd opgericht in 1950 en speelt zijn thuiswedstrijden in het Campo Lacerda Pinto Barreiros dat plaatst biedt aan duizend toeschouwers. De club werd in 2009 in de play-offs voor het kampioenschap van de tweede divisie door CD Fátima uitgeschakeld, maar kon toch naar de Liga de Honra promoveren doordat andere clubs vanwege een corruptieschandaal gestraft werden. Na één seizoen  degradeerde de club echter alweer.